# Лідський замок

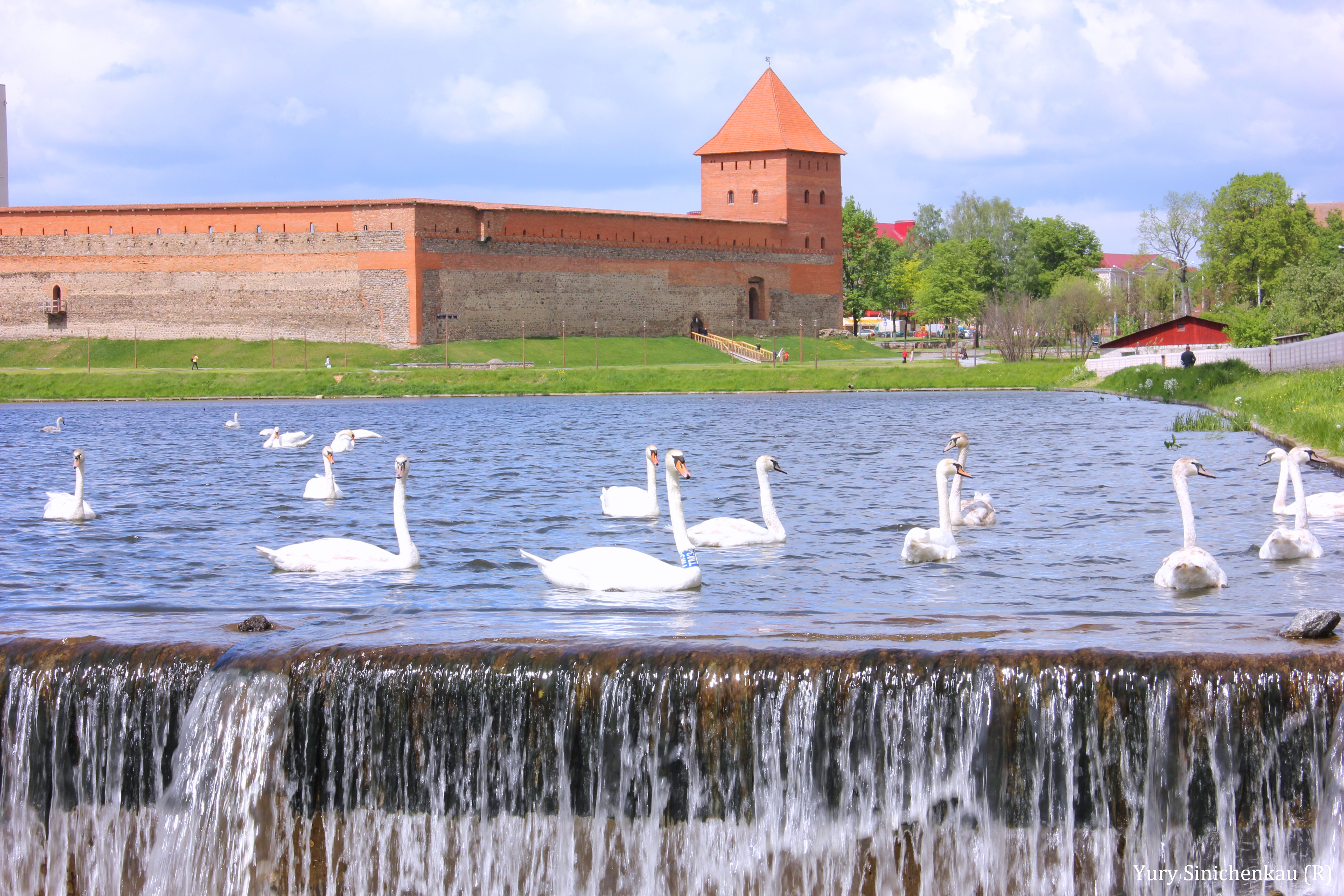
Лідський замок

Лі́дський за́мок — один із найдавніших замків Білорусі, розташований в місті Ліда Гродненської області. Збудований великим князем литовським Гедиміном в 1330-х роках, входив в лінію захисних споруд від нападу хрестоносців.

## Побудова замку та архітектура
Замок  в романському готичному стилі будувався на насипному піщаному пагорбі між болотистими берегами річок Лідея і Кам'янка, які з'єднуються ровом з півдня, що віддаляє замок від міста. Та пізніше в систему оборонних споруд зі сходу було включено штучне озеро. Замок був потужною оборонною спорудою протягом століття. На його території знаходилась православна церква, яку в 1553 році було перенесено в місто. Замок має форму неправильного чотирикутника з двома кутовими вежами. Найдовша, північна, стіна сягає 93,5 м завдовжки, а найкоротша, південна, — 80 м.

## Історія

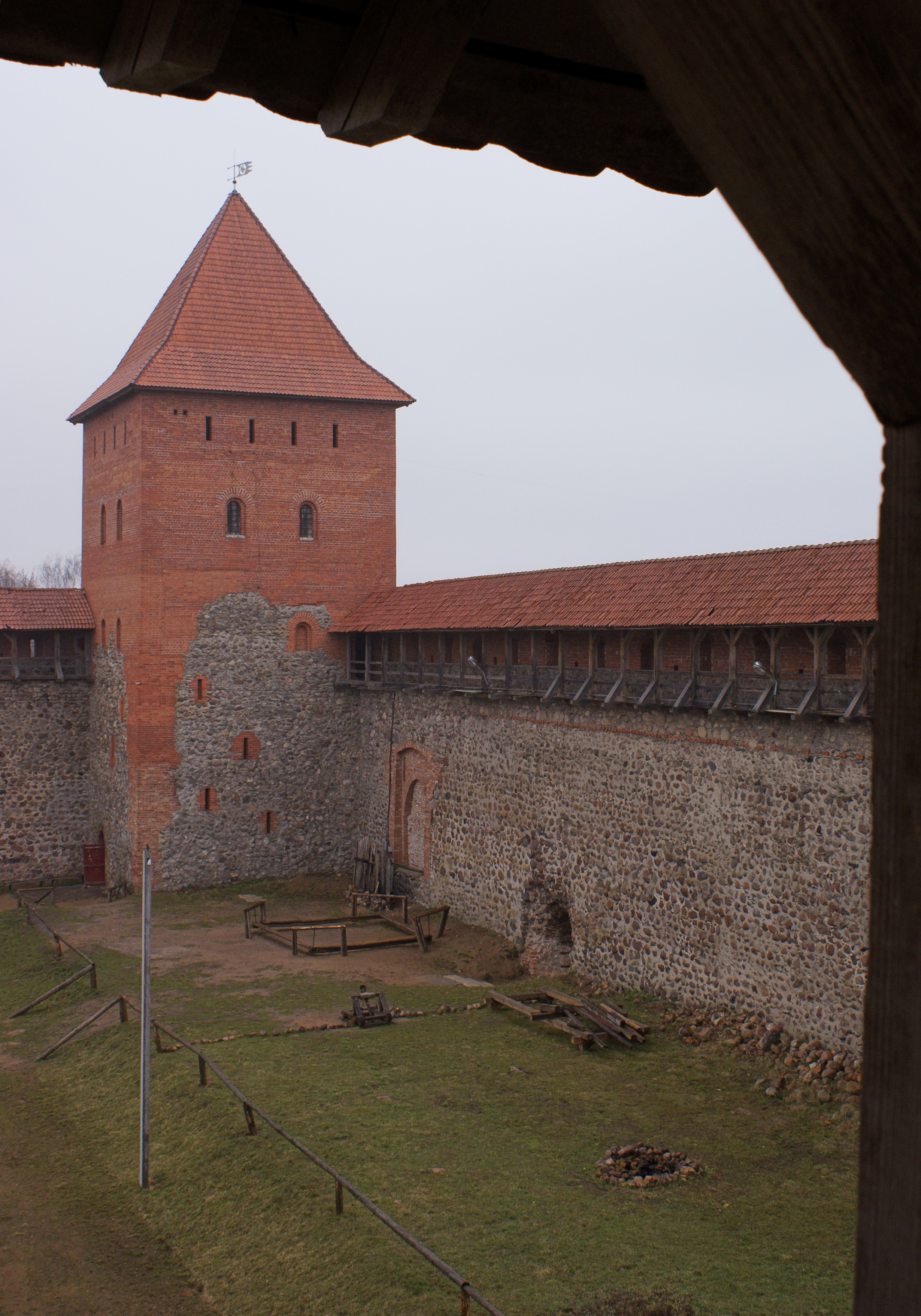
Вид на внутрішній двір Лідського замку

За свою історію замок пережив багато битв і облог. В 1384 році хрестоносці, які захопили замок, частково зруйнували його. Споруда потерпала від нападів і надалі: в 1394 році від англійських і французьких лицарів, в 1406 році — від нападу смоленського князя Юрія Святославовича, який прийшов звільнити з полону свою сім'ю, раніше полонену князем Вітольдом, в 1433 році — від війська князя Свидригайла. В 1506 році під стінами замку з'явились монголо-татари, але штурмувати замок вони так і не наважились.
Замок був сильно ушкоджений під час облоги в російсько-польськой війні і повністю зруйнований в 1702 році під час підриву однієї із його веж. Почався час його повного запустіння і руйнації. Востаннє замок був використанний за призначенням в 1794 році. В 1891 році Ліда згоріла майже повністю і міська влада почала демонтаж та продаж замкових споруд для відновлення міста.

## Реставрація
В 1920 роках замок був частково відреставрований польськими реставраторами. Польський художник Язел Дроздович вивчав замок влітку 1929 року і присвятив йому низку замальовок. В 1953 році замок був внесений в список пам'ятників архітектури і був взятий під державну охорону. В радянський час на території замку був невеликий стадіон і часто зупинявся пересувний звіринець.
Останні 20 років проводиться реставрація замку та археологічні дослідження.
Лідський замок відкритий для туристів весь рік. В замку проводяться лицарські фестивалі та театролізовані вистави.